# 나주 나씨
나주 나씨(羅州 羅氏)는 전라남도 나주시를 본관으로 하는 한국의 성씨이다.

## 역사
시조 나부(羅富)는 송나라 예장(豫章) 사람으로 나라가 위급해 지자 봉명사신(奉命使臣)으로 고려에 왔다가 송이 멸망함에 본국으로 돌아가지 못하고 고려에 귀화하였다고 한다. 전라도의 여황(현, 광주광역시 광산구 임곡동)에 정착하였는데, 어질고(累仁) 덕(德)을 많이 베풀었으므로 호남(湖南)의 망족(望族)이 되었다고 전해진다.
나부(羅富)는 고려조에서 감문위상장군(監門衛上將軍)이란 무관직(武官職)을 지냈다. 감문위(監門衛)는 중앙군(中央軍)의 일부로서 궁성(宮城)의 수비(守備)를 담당(擔當)하는 부서이고 상장군(上將軍)은 그 부서(部署)의 책임자로서 품계는 정삼품(正三品)으로 정의대부(正議大夫)이다. 시조의 중국 행적은 사료로는 밝혀지지 않는다.
선계를 고증할 수 없어 고려시대 영동정(令同正)에 오른 나득규(羅得虬)를 1세조로 한다.

## 본관
나주는 본래 백제(百濟)의 발라현(發羅縣)인데 신라 신문왕 5년에 금산군이라 개칭하고 성을 금성(錦城)이라 하였다. 그 후 견훤(甄萱)이 후백제를 세우고 이 곳을 차지하였으나 후고구려의 궁예(弓裔)가 왕건(王建)을 시켜 해로로 금성을 공략하여 빼았고 나주로 고쳤으며, 고려 조에서도 그대로 나주로 불렀다.
고려 성종 14년에 나주에 절도사를 두었고 진해군(鎭海軍)이라 칭하여 해양도(海陽道)에 예속시켰다. 해양도는 나주, 광주, 정주. 승주. 구주. 담주. 낭주 등의 주현이다. 현종이 원년에 나주로 거란의 난을 피하였다가 귀환한 바 있어 9년에는 목(牧)으로 승격시켰다.
나주 나씨의 관향(貫鄕)이 나주로 정해진 것은 조선 초기로 보여진다. 이는 조선조 초에 여황현이 폐현(廢縣)되고 나주에 합병되었기 때문이다.

## 분파
1세조 나득규부터 4세 나수영까지는 독자로 내려오다가 나수영이 5형제를 두었고, 5명이 모두 관계에 나갔으므로 이들을 중시조로 하여 전서공파(典書公派), 시랑공파(侍郞公派), 금양군파(錦陽君派), 연안군파(延安君派), 직장공파(直長公派) 등 5대파로 분파되었다.
- 첫째인 나위(位)는 호조전서(戶曹典書)를 제수받았으므로 전서공파(典書公派)의 파조(派祖)가 되었으며, 그의 후손들은 평안도(平安道) 용강(龍剛)과 성천(成川) 일대에 살아서 전서공파(典書公派)라 한다
- 둘째인 나계(桂)는 중서시랑(中書侍郞)을 지냈으므로 시랑공파(侍郞公派)의 파조(派祖)가 되었으며, 그의 후손들은 경기도(京畿道) 강화(江華) 일대에 살고있어 시랑공파(侍郞公派)라 한다.
- 셋째인 나석(碩)은 사온서직장(司?署直長) 영동정(令同正)을 지냈으며 금양군(錦陽君)에 봉해졌으므로 금양군파(錦陽君派)의 파조(派祖)가 되었으며, 그의 후손들은 전라도(全羅道) 김제(金提) 일대에 살고 있어 금양군파(錦陽君派)라 한다.
- 넷째인 나세(世)는 연안군(延安君)에 봉(封)해졌으므로 연안군파(延安君派)의 파조(派祖)가 되었다. 그는 우왕(禑王) 6년(1380년)에 해도원수(海道元帥)로서 금강하구(錦江河口)의 진포(鎭浦)에서 전함(戰艦) 100척으로 서해안으로 침입하던 왜구(倭寇)의 배 500척을 최무선(崔茂宣)이 발명한 화약(火藥)을 이용, 공격(攻擊)하여 완파(完破)하는 청사(靑史)에 빛나는 무공을 세웠으며, 그 후 문하평리(門下評理)가 되었다 그의 후손들은 충청도(忠淸道)의 서천(舒川) 일대에 살고 있어 연안군파(延安君派)라 한다.
- 다섯째인 나원(源)은 사온서직장(司?署直長) 동정(同正)을 지냈으므로 직장공파(直長公派)의 파조(派祖)가 되었으며, 그의 후손들은 전라도(全羅道)의 나주(羅州) 일대에 살고있어 직장공파(直長公派)라 한다.

## 인물
- 나공언(羅公彦) : 공조전서(工曹典書) 나진(羅璡)의 아들. 전농시정(典農寺正)을 역임하고, 1381년(우왕 7) 무등산에서 왜적을 섬멸하였다.
- 나득강(羅得康, 1378년 ~ 1444년) : 전라도 김제 출신. 조부는 나석(羅碩)이고, 부친은 조선 태조가 우의정으로 불렀으나 나아가지 않은 나중우(羅仲佑)이다. 1419년(세종 1) 식년 문과에 급제하고, 1431년(세종 13) 예조정랑(禮曹正郞)과 전농시소윤(典農寺少尹), 봉상시소윤(奉常寺少尹)을 거쳐 의금부지사(義禁府知事)로 승진하였다. 이후 관직을 사임하고 귀향하였는데, 세종이 자헌대부(資憲大夫) 이조판서(吏曺判書) 겸 세자시강원찬선(世子侍講院贊善)으로 임명하였으나 병을 핑계로 사양하였으며 고향에서 여생을 보냈다.
- 나덕헌(羅德憲, 1573년 ~ 1640년) : 아버지는 이성현감(尼城縣監) 나사침(士忱)이다. 1603년(선조 36) 무과에 급제하고 선전관을 거쳐 1624년(인조 2) 이괄(李适)의 난 때 공을 세워 진무원종공신에 봉해졌다. 길주목사(吉州牧使)를 거쳐 1635년 창성부사(昌城府使)·의주부윤을 역임하였다. 1636년 춘신사(春信使)로 심양에 가서 하례를 거부하고 항거하여 병자호란 후 도통어사로 특진되었다. 시호는 충렬(忠烈)이며, 정문(旌門)이 세워졌다.
- 나무춘(羅茂春, 1580년 ~ 1619년) : 1612년(광해군 4) 문과에 급제하여 감찰을 지냈고, 이조참의에 증직되었다. 담양의 구산사(龜山祠)에 제향되었다.
- 나위소(羅緯素, 1583년 ~ 1667년) : 1623년(인조 1) 문과에 급제하여 호조정랑, 임천군수, 예조정랑, 태상시정 등을 거쳐 경주부윤에 이르렀다.
- 나철(羅喆) : 대종교 창시자.
- 나중소(羅仲昭, 1867 ~ 1928년) : 독립 운동가. 북로군정서 참모장. 신민부 참모부 위원장.
- 나용균(羅容均, 1895 ~ 1984년) : 제6대 보건사회부 장관. 제4·5·6대 국회의원.
- 나길조(羅吉祖, 1923 ~ 2008년) : 전 대법원 판사. 제11대 국회의원.
- 나상목(羅相沐, 1924 ~ 1999년) : 한국화가. 1954~ 4연속 국전 특선, 국전 추천작가/심사위원. 원광대학교 미술대학장 역임. 벽골제 벽천미술관 기부. 한국의 풍경을 그린 그림을 '동양화'라 부르지 말고 '한국화'라 부르자고 제안하였다.
- 나병선(羅柄扇, 1934년 ~ ) : 제14대 국회의원. 前 한국석유공사 사장.
- 나웅배(羅雄培, 1934년 ~ ) : 제2대 경제부총리 겸 재정경제원 장관. 제11~14대 국회의원.

## 과거 급제자
나주 나씨는 조선시대 문과 급제자 27명을 배출하였다.
문과
나두영(羅斗永) 나득강(羅得康) 나득경(羅得卿) 나만성(羅晩成) 나만영(羅晩榮) 
나무송(羅茂松) 나무춘(羅茂春) 나사선(羅士愃) 나석희(羅錫熙) 나선(羅) 
나순영(羅純榮) 나시용(羅時鏞) 나신국(羅藎國) 나안세(羅安世) 나요(羅曜) 
나위문(羅緯文) 나위소(羅緯素) 나윤명(羅允明) 나의소(羅宜素) 나의신(羅義臣) 
나전(羅恮) 나창(羅昶) 나충좌(羅忠佐) 나태성(羅台晟) 나학소(羅學素) 
나홍점(羅泓漸) 나흡(羅恰)    
무과
나경두(羅景斗) 나경삼(羅景三) 나경원(羅京元) 나경추(羅擎樞) 나경함(羅景含) 나경항(羅慶恒) 나계현(羅繼賢) 나국필(羅國弼) 나군신(羅軍信) 
나극성(羅極星) 나극현(羅克賢) 나길(羅吉) 나대길(羅大吉) 나대용(羅大用) 
나덕창(羅德昌) 나덕후(羅德厚) 나두민(羅斗旻) 나두웅(羅斗雄) 나두천(羅斗天) 
나두추(羅斗樞) 나두추(羅斗樞) 나득천(羅得天) 나만갑(羅萬甲) 나만구(羅萬龜) 
나만도(羅晩道) 나만제(羅晩齊) 나명득(羅命得) 나문회(羅文會) 나보인(羅甫仁) 
나삼득(羅三得) 나삼채(羅三采) 나석봉(羅碩鳳) 나성(羅) 나성관(羅星官) 
나성일(羅成一) 나수일(羅秀一) 나순신(羅舜臣) 나순필(羅舜弼) 나영건(羅永建) 
나영례(羅永禮) 나영록(羅永祿) 나영순(羅英純) 나오성(羅五星) 나완복(羅完福) 
나운표(羅雲豹) 나운학(羅雲學) 나이병(羅而丙) 나이생(羅二生) 나이한(羅爾翰) 
나적(羅迪) 나정륜(羅正倫) 나정언(羅廷彦) 나정일(羅正日) 나정좌(羅廷佐) 
나제일(羅悌一) 나종성(羅宗星) 나종학(羅從鶴) 나준(羅俊) 나준식(羅俊植) 
나중남(羅仲男) 나천기(羅天紀) 나천용(羅天用) 나천유(羅天維) 나천장(羅天章) 
나충민(羅忠民) 나취규(羅聚奎) 나치삼(羅致三) 나태빈(羅台彬) 나태상(羅台尙) 
나태운(羅太云) 나팔기(羅八紀) 나필성(羅弼聖) 나한동(羅翰東) 나현득(羅賢得) 
나형록(羅亨祿) 나홍규(羅弘揆) 나홍상(羅弘祥) 나효성(羅孝成) 나휘성(羅徽星) 나흥규(羅興奎) 나흥남(羅興男)
생원시
나겁(羅衱) 나경조(羅景祚) 나고(羅𣉞) 나광조(羅光祖) 나기재(羅杞材) 
나덕표(羅德表) 나동륜(羅東綸) 나두동(羅斗冬) 나두일(羅斗一) 나두장(羅斗章) 
나만영(羅晩榮) 나만항(羅晩恒) 나무춘(羅茂春) 나문철(羅文喆) 나반(羅襻) 
나사(羅舍) 나사성(羅士惺) 나사술(羅思述) 나사침(羅士忱) 나석채(羅錫采) 
나석호(羅錫祜) 나성유(羅聖愈) 나시영(羅時永) 나신국(羅藎國) 나언남(羅彦男) 
나연(羅縯) 나염(羅袡) 나영칠(羅永七) 나요(羅曜) 나원구(羅愿逑) 
나원길(羅元吉) 나위문(羅緯文) 나위소(羅緯素) 나윤제(羅允悌) 나은반(羅隱磻) 
나의(羅禕) 나의신(羅義臣) 나이계(羅以桂) 나이헌(羅以櫶) 나익문(羅益文) 
나인집(羅麟集) 나재휘(羅在徽) 나전(羅恮) 나준(羅俊) 나중기(羅重器) 
나진(羅袗) 나진옥(羅振玉) 나창(羅昶) 나천로(羅天老) 나천심(羅天心) 
나천추(羅天樞) 나천형(羅天衡) 나취명(羅取明) 나태준(羅台𤎱) 나필해(羅弼諧) 
나학륜(羅學倫) 나한준(羅漢俊) 나협(羅恊) 나휴(羅休) 나희(羅僖)
진사시
나경(羅儆) 나계위(羅繼胃) 나계증(羅繼曾) 나광조(羅光祖) 나덕기(羅德基) 
나덕명(羅德明) 나덕원(羅德元) 나덕윤(羅德潤) 나두삼(羅斗三) 나두춘(羅斗春) 
나두휘(羅斗徽) 나득우(羅得愚) 나득화(羅得華) 나만상(羅晩相) 나만우(羅晩遇) 
나무송(羅茂松) 나민(羅僶) 나병규(羅炳奎) 나봉서(羅逢緖) 나봉채(羅鳳采) 
나빈(羅贇) 나사경(羅士憬) 나사선(羅士愃) 나서(羅曙) 나석겸(羅錫謙) 
나순(羅恂) 나시찬(羅時瓚) 나신종(羅信宗) 나안세(羅安世) 나안인(羅安仁) 
나영달(羅永達) 나윤상(羅允尙) 나윤채(羅潤采) 나의소(羅宜素) 나이구(羅以龜) 
나이헌(羅以櫶) 나인석(羅奭) 나정일(羅廷一) 나준(羅晙) 나진문(羅振文) 
나진수(羅鎭修) 나진조(羅進朝) 나찬규(羅燦奎) 나처광(羅處光) 나천정(羅天鼎) 
나침(羅忱) 나택채(羅澤采) 나항(羅恒) 나해륜(羅海崙) 나해봉(羅海鳳) 
나호(羅祜) 나후륜(羅後綸) 나흡(羅恰) 나흥(羅興) 나희석(羅喜錫)

## 항렬자
- 대동항렬(중시조로 1세)

| 23세     | 24세   | 25세                       | 26세                 | 27세                       | 28세                 | 29세                       | 30세                 | 31세                       | 32세                 | 33세                       | 34세                 | 35세                       | 36세                 | 37세                       | 38세                 | 39세                       |
| -------- | ------ | -------------------------- | -------------------- | -------------------------- | -------------------- | -------------------------- | -------------------- | -------------------------- | -------------------- | -------------------------- | -------------------- | -------------------------- | -------------------- | -------------------------- | -------------------- | -------------------------- |
| 口집(集) | 도(燾) | 口균(均) 口규(圭) 口기(基) | 석(錫) 종(鍾) 옥(鈺) | 口영(永) 口수(洙) 口철(澈) | 상(相) 영(榮) 식(植) | 口엽(燁) 口희(熙) 口연(然) | 중(重) 현(玹) 재(在) | 口선(善) 口탁(鐸) 口일(鎰) | 문(汶) 호(浩) 홍(洪) | 口표(杓) 口근(根) 口주(柱) | 용(容) 형(炯) 찬(燦) | 口배(培) 口곤(坤) 口기(起) | 은(銀) 철(鐵) 용(鎔) | 口영(泳) 口태(泰) 口식(湜) | 병(柄) 평(枰) 채(采) | 口휴(烋) 口렬(烈) 口걸(杰) |

## 조선 왕실과의 인척 관계
- 중종 후궁 숙의 나씨

## 같이 보기
- 금성 라씨(錦城 羅氏)